# La vecchia legge
La vecchia legge (Das alte Gesetz) è un film muto del 1923 diretto da Ewald André Dupont.

## Produzione
Il film fu prodotto dalla Comedia-Film GmbH.

## Distribuzione
Distribuito dalla Pathé Consortium Cinéma, uscì nelle sale cinematografiche tedesche il 29 ottobre 1923.